# Apotema

Apotema de un hexágono.

La apotema en la figura bidimensional de un polígono regular es la menor distancia entre el centro y cualquiera de sus lados. Es un segmento cuyos extremos son el centro de un polígono regular y el punto medio de cualquiera de sus lados, y siempre es perpendicular a dicho lado.Coincide con el radio de la circunferencia inscrita.
En la figura tridimensional de una pirámide regular, también se denomina apotema o apotema piramidal al segmento trazado desde el vértice al centro de cualquier lado del polígono que conforma la base; coincide con la altura de cada cara triangular de la pirámide regular.

## Apotema y sagita

Apotema y sagita en un cuadrado inscrito

Dado un polígono inscrito, el radio se divide en dos segmentos: la apotema y la sagita, así que son complementarias.
El diccionario Larousse define sagita como la parte del radio comprendida entre el punto medio de un arco de circunferencia y el de su cuerda.

### Principales medidas asociadas a la apotema y a la sagita

Fórmulas de la apotema y de la sagita

Sea {\displaystyle C} una circunferencia de centro {\displaystyle O}, y radio {\displaystyle r={\overline {OQ}}} .
Y sea {\displaystyle l={\overline {FM}}} uno de los lados del polígono regular inscrito
con {\displaystyle n} lados,
con apotema {\displaystyle a={\overline {OK}}} ,
y con sagita {\displaystyle s={\overline {KQ}}} .
Entonces
el perímetro del polígono es {\displaystyle P=n\cdot l} ,
y su área es {\displaystyle A={\frac {P\cdot a}{2}}} .

### Fórmulas
La apotema se calcula como {\displaystyle a={\sqrt {r^{2}-\left({\frac {l}{2}}\right)^{2}}}} .
Una vez calculada la apotema, la sagita se obtiene como {\displaystyle s=r-a} .
Por su parte, el lado del polígono regular inscrito puede calcularse como {\displaystyle l=2{\sqrt {s^{2}+2\cdot a\cdot s}}} .
Si se desconocen las longitudes de apotema y sagita, entonces la longitud del lado puede calcularse como:
{\displaystyle \theta ={\frac {360^{\circ }}{n}}}
{\displaystyle l=2\cdot r\cdot \operatorname {sen}(\theta /2)}

### Arco de una circunferencia

Determinando el radio a partir de una cuerda y un arco

Es posible determinar el radio de un arco de circunferencia si se conoce la longitud {\displaystyle L} de una cuerda y, a la vez, la distancia {\displaystyle d} entre el punto medio de la cuerda y el punto medio del arco determinado por la cuerda. Con la fórmula
{\displaystyle r={\frac {(L/2)^{2}+d^{2}}{2\cdot d}}} ,
o con la ecuación trigonométrica
{\displaystyle r={\frac {L}{2\operatorname {sen} \left(180^{\circ }-2\arctan {\frac {L}{2\cdot d}}\right)}}} .
Donde (véase imagen)
un lado {\displaystyle l} del polígono es igual a la longitud {\displaystyle L} de la cuerda,
y la sagita {\displaystyle s} es igual a la distancia {\displaystyle d}.

## Cálculo de la apotema y de la sagita en diferentes polígonos regulares
Un polígono cuyos lados tienen la misma longitud y todos sus ángulos internos son iguales se llama polígono regular, lo cual implica que la apotema del polígono rectangular subsiguiente no es un valor continuo, sino discreto o «a saltos».

### Caso particular
Si consideramos que:
- Todo triángulo tiene tres lados y tres vértices.
- En la geometría euclidiana, la suma de los tres ángulos internos de un triángulo es 180°.
- Existen ángulos tanto de 0° como de 90°.

Entonces, podemos hacer el experimento mental donde uno de los ángulos internos del triángulo mida 0°, y los dos restantes midan 90° cada uno. En este caso, uno de los lados del triángulo medirá 0, y los dos restantes medirán el diámetro de la circunferencia. Visualizaremos dos de los lados del triángulo traslapados. Con ello no violamos ninguno de los postulados precedentes.
El segundo teorema de Tales confirma lo anterior: «todo ángulo inscrito en un semicírculo es un ángulo recto».
Sea {\displaystyle C_{x}} un punto cualquiera de la circunferencia de diámetro {\displaystyle {\overline {AB}}}, igual o distinto de los puntos A y de B. Entonces, {\displaystyle \triangle ABC_{x}} siempre será un triángulo rectángulo.
En otras palabras, el teorema de Tales dice que, si los tres vértices de un triángulo están sobre una circunferencia dada, donde uno de sus lados siempre es el diámetro de la circunferencia, entonces el ángulo opuesto a este lado es un ángulo recto.
- El segmento {\displaystyle {\overline {AB}}} es el diámetro de la circunferencia. Diámetros que, para el triángulo rectángulo inscrito {\displaystyle \triangle ABC_{x}}, será la hipotenusa con carácter invariante.
- Asimismo existe otra constante, según ya lo señalamos, dado que los fasores en el punto {\displaystyle C_{x}} siempre tienen {\displaystyle 90^{\circ }}, debemos aplicar la ley de los cosenos, donde {\displaystyle {_{\Delta }X}} y {\displaystyle {_{\Delta }Z}} son los fasores (véase arco capaz) y {\displaystyle H} es la hipotenusa:

{\displaystyle H={\sqrt {{_{\Delta }X^{2}}-2\cdot {_{\Delta }X}\cdot {_{\Delta }Z}\cdot \cos 90^{\circ }+{_{\Delta }Z^{2}}}}}
Considerando que {\displaystyle \cos 90^{\circ }=0}, podemos eliminar de la ecuación la parte {\displaystyle -2\cdot {_{\Delta }X}\cdot {_{\Delta }Z}\cdot \cos 90^{\circ }}:
{\displaystyle H={\sqrt {{_{\Delta }X^{2}}+{_{\Delta }Z^{2}}}}}
Nota: la longitud de la hipotenusa, para este caso, siempre será igual al diámetro de la circunferencia, y a la vez {\displaystyle \cos 90^{\circ }=0}, de manera que la longitud variable de los fasores {\displaystyle {_{\Delta }X}} y {\displaystyle {_{\Delta }Z}} es calculable para cualquiera que sea la ubicación del punto {\displaystyle C_{x}}, ya sea con las fórmulas trigonometricas o a través del teorema de Pitágoras:
{\displaystyle {_{\Delta }X}={\sqrt {H^{2}-{_{\Delta }Z^{2}}}}}
{\displaystyle {_{\Delta }Z}={\sqrt {H^{2}-{_{\Delta }X^{2}}}}}
- Véanse mayores antecedentes en dilatación del tiempo y contracción de la longitud.
- Los puntos {\displaystyle A}, {\displaystyle B} y {\displaystyle C_{x}} al ser traslapados por el perímetro de la circunferencia, son puntos cocíclicos.
- Si un nodo es un punto que permanece fijo para un determinado marco de referencia, entonces los puntos {\displaystyle A} y {\displaystyle B} son nodos equidistantes entre sí, que además dividen la circunferencia en dos semicírculos.
- El punto {\displaystyle C_{x}} puede estar en cualquier lugar del perímetro de cualquiera de ambos semicírculo, incluso traslapando al punto {\displaystyle A} o al punto {\displaystyle B}.
- La longitud de un cateto tiende a cero cuando su ángulo adyacente tiende a cero. Y en contrapartida, la longitud del otro cateto tiende a igualarse a la longitud de la hipotenusa.

### Ejercicio
Lo expuesto anteriormente permite calcular la apotema y sagita en este caso particular, aplicando las fórmulas y teniendo en cuenta que el radio de la circunferencia es {\displaystyle r=10~\mathrm {cm} } para todos los ejercicios:
{\displaystyle \theta ={\frac {360^{\circ }}{2}}=180^{\circ }}
Longitud de cada lado traslapado {\displaystyle l=2\cdot 10\cdot \operatorname {sen}(180^{\circ }\!/2)=20~\mathrm {cm} }
Apotema {\displaystyle a={\sqrt {10^{2}-\left({\frac {20}{2}}\right)^{2}}}=0~\mathrm {cm} }
Sagita {\displaystyle s=10-0=10~\mathrm {cm} }
Este caso particular encierra una paradoja, puesto que no se está en presencia de un polígono regular inscrito y, a pesar de su inexistencia, se pudo calcular sin dificultad la sagita y la apotema. ¿La apotema y la sagita serán ajenas a los polígonos regulares inscritos?
Visualícense qué propiedades del polígono regular inscrito se han cumplido y cuáles no:
1. Todos los vértices del polígono regular inscrito son puntos cocíclicos: se cumple esta propiedad, ya que el perímetro de la circunferencia toca los puntos {\displaystyle A}, {\displaystyle B} y {\displaystyle C_{x}}.
2. El centro de un polígono regular es un punto equidistante de todos los vértices del polígono: También se cumple esta propiedad, porque el centro del polígono traslapa el centro de la circunferencia que lo inscribe.
3. Todos los puntos cocíclicos del polígono regular inscrito son equidistantes, y dividen, el perímetro de la circunferencia, en partes iguales: ¿se cumple o no esta propiedad?, el punto {\displaystyle C_{x}} traslapa al punto {\displaystyle A}, tienen la misma ubicación, por lo que son equidistantes entre sí; ambos puntos están, entre sí, a una distancia cero, pero la distancia al punto {\displaystyle B} es diferente a cero. Los puntos {\displaystyle A}, {\displaystyle B} y {\displaystyle C_{x}} dividen el perímetro de la circunferencia en dos partes iguales, cuando en el hecho tres puntos la debieran dividir en tres porciones.
4. Los polígonos regulares son equiláteros; todos sus lados tienen la misma longitud: no se cumple, dado que uno de los lados del polígono tiene una longitud de 0, y los dos restante tienen por longitud el diámetro de la circunferencia.
5. Todos los ángulos interiores de un polígono regular tienen la misma medida, es decir, son congruentes: no se cumple, porque uno tiene 0° y los dos restantes 90°.

#### Disquisiciones
Para calcular la apotema y sagita, parece suficiente con considerar la cantidad de puntos cocíclicos, los cuales pueden ir desde uno hasta infinito. En efecto, {\displaystyle n} será la cantidad de puntos cocíclicos.
Para el caso de tener un solo punto cocíclico:
{\displaystyle \theta ={\frac {360^{\circ }}{1}}=360^{\circ }}
La longitud, en línea recta, que separa cada punto cocíclico es {\displaystyle l=2\cdot 10\cdot \operatorname {sen}(360^{\circ }\!/2)=0~\mathrm {cm} } debido a no tener otros puntos.
Apotema {\displaystyle a={\sqrt {10^{2}-\left({\frac {0}{2}}\right)^{2}}}=10~\mathrm {cm} }
Sagita {\displaystyle s=10-10=0~\mathrm {cm} }

### Polígono regular de tres lados (triángulo) inscrito
{\displaystyle \theta ={\frac {360^{\circ }}{3}}=120^{\circ }}
Longitud de cada lado {\displaystyle l=2\cdot 10\cdot \operatorname {sen}(120^{\circ }\!/2)\approx 17{,}3205~\mathrm {cm} }
Apotema {\displaystyle a\approx {\sqrt {10^{2}-\left({\frac {17{,}3205}{2}}\right)^{2}}}=5~\mathrm {cm} }
Sagita {\displaystyle s=10-5=5~\mathrm {cm} }

### Polígono regular de cuatro lados (cuadrilátero) inscrito
{\displaystyle \theta ={\frac {360^{\circ }}{4}}=90^{\circ }}
Longitud de cada lado {\displaystyle l=2\cdot 10\cdot \operatorname {sen}(90^{\circ }\!/2)\approx 14{,}1421~\mathrm {cm} }
Apotema {\displaystyle a\approx {\sqrt {10^{2}-\left({\frac {14{,}1421}{2}}\right)^{2}}}\approx 7{,}07107~\mathrm {cm} }
Sagita {\displaystyle s\approx 10-7{,}07107\approx 2{,}92893~\mathrm {cm} }

### Polígono regular de seis lados (hexágono) inscrito
{\displaystyle \theta ={\frac {360^{\circ }}{6}}=60^{\circ }}
Longitud de cada lado {\displaystyle l=2\cdot 10\cdot \operatorname {sen}(60^{\circ }\!/2)=10~\mathrm {cm} }
Apotema {\displaystyle a={\sqrt {10^{2}-\left({\frac {10}{2}}\right)^{2}}}\approx 8{,}66025~\mathrm {cm} }
Sagita {\displaystyle s\approx 10-8{,}66025\approx 1{,}33975~\mathrm {cm} }

### Polígono regular de siete lados (heptágono) inscrito
{\displaystyle \theta ={\frac {360^{\circ }}{7}}\approx 51{,}4286^{\circ }}
Longitud de cada lado {\displaystyle l\approx 2\cdot 10\cdot \operatorname {sen}(51{,}4286^{\circ }\!/2)\approx 8{,}67767~\mathrm {cm} }
Apotema {\displaystyle a\approx {\sqrt {10^{2}-\left({\frac {8{,}67767}{2}}\right)^{2}}}\approx 9{,}00969~\mathrm {cm} }
Sagita {\displaystyle s\approx 10-9{,}00969\approx 0{,}990311~\mathrm {cm} }

### Polígono regular de ocho lados (octógono) inscrito
{\displaystyle \theta ={\frac {360^{\circ }}{8}}=45^{\circ }}
Longitud de cada lado {\displaystyle l=2\cdot 10\cdot \operatorname {sen}(45^{\circ }\!/2)\approx 7{,}65367~\mathrm {cm} }
Apotema {\displaystyle a\approx {\sqrt {10^{2}-\left({\frac {7{,}65367}{2}}\right)^{2}}}\approx 9{,}23880~\mathrm {cm} }
Sagita {\displaystyle s\approx 10-9{,}23880\approx 0{,}761205~\mathrm {cm} }

### Polígono regular de 360 lados inscrito
{\displaystyle \theta ={\frac {360^{\circ }}{360}}=1^{\circ }}
Longitud de cada lado {\displaystyle l=2\cdot 10\cdot \operatorname {sen}(1^{\circ }\!/2)\approx 0{,}174531~\mathrm {cm} }
Apotema {\displaystyle a\approx {\sqrt {10^{2}-\left({\frac {0{,}174531}{2}}\right)^{2}}}\approx 9{,}99962~\mathrm {cm} }
Sagita {\displaystyle s\approx 10-9{,}99962\approx 0{,}000380769~\mathrm {cm} }

### Gugólgonoinscrito
{\displaystyle {\mathit {Gugol}}=10^{100}}
En este caso, la gran cantidad de lados del polígono regular tiende a infinito, y se asemeja más a una circunferencia, por lo que la sagita tiende a cero y la apotema tiende a la longitud del radio.
{\displaystyle \theta ={\frac {360^{\circ }}{10^{100}}}=3{,}6^{\circ }\times 10^{-98}\approx 0^{\circ }}
Longitud de cada lado {\displaystyle l\approx 2\cdot 10\cdot \operatorname {sen}(0^{\circ }\!/2)\approx 0~\mathrm {cm} }
Apotema {\displaystyle a\approx {\sqrt {10^{2}-\left({\frac {0}{2}}\right)^{2}}}\approx 10~\mathrm {cm} }
Sagita {\displaystyle s\approx 10-10\approx 0~\mathrm {cm} }